# M'Bout
M'Bout è uno dei nove comuni del dipartimento di M'Bout, situato nella regione di Gorgol in Mauritania. Contava 8.899 abitanti nel censimento della popolazione del 2000.